# تجيب بنت ثوبان
تجيب بنت ثوبان بن سليم من مذحج. أم جاهلية كانت زوجة لأشرس بن شبيب بن السكون الكندي، وولدت منه عديا وسعدا، وإليها ينسب التجيبيون وهم من أهل حضرموت.